# Grand Canyon de Yellowstone
Pour les articles homonymes, voir Grand Canyon (homonymie).

Panorama du Canyon avec les chutes inférieures en vue.

Le Grand Canyon de Yellowstone est le premier grand canyon sur la rivière Yellowstone en aval des chutes Yellowstone dans le parc national de Yellowstone au Wyoming. Le canyon mesure environ 39 km de long, entre 240 et 370 mètres de profondeur et de 400 à 1 200 mètres de large. Le nom « Yellowstone » (« pierre jaune » en français) provient de la couleur des rochers du grand canyon de Yellowstone (vallée en « V ») qui a été formé lors des dernières glaciations avant d'être fortement érodé par la rivière Yellowstone. Contrairement aux apparences, la couleur des pierres provient de l'altération hydrothermale du fer qu'elles contiennent et non du soufre qui est toutefois présent. 

## Points de repère importants du Canyon

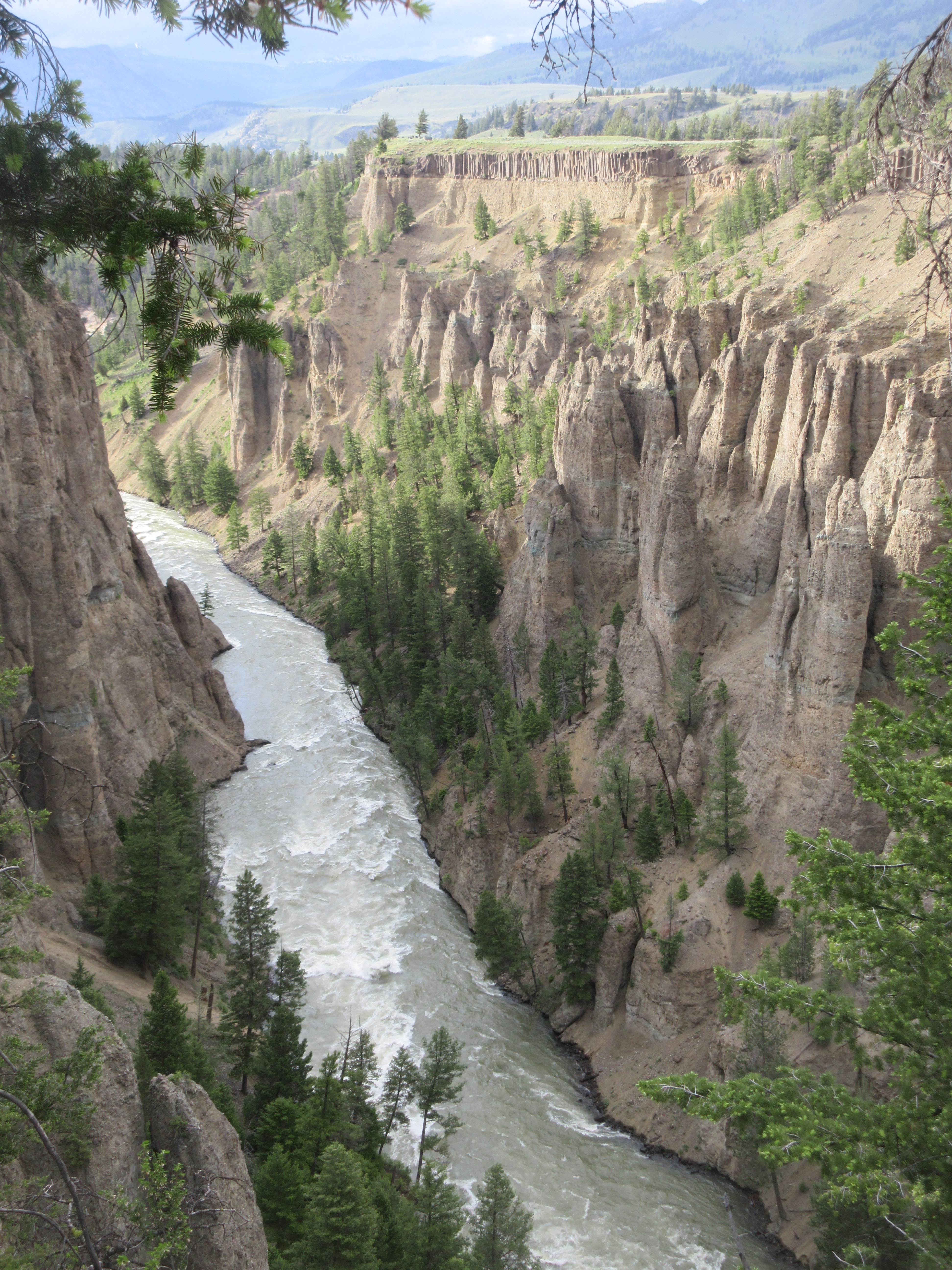
Calcite Spring.

- Agate Creek 44° 51′ 01″ N, 110° 21′ 38″ O
- Artist Point 44° 43′ 16″ N, 110° 28′ 46″ O
- Calcite Spring 44° 54′ 24″ N, 110° 23′ 42″ O  Calcite Spring.
- Cascade Creek 44° 43′ 00″ N, 110° 29′ 58″ O
- Inspiration point 44° 43′ 31″ N, 110° 28′ 13″ O
- Grand View 44° 43′ 36″ N, 110° 28′ 48″ O
- Point Lookout 44° 43′ 24″ N, 110° 29′ 03″ O
- Saillie Cliff 44° 53′ 44″ N, 110° 23′ 22″ O
- Point Sublime 44° 43′ 28″ N, 110° 27′ 39″ O
- Seven Mile Hole 44° 45′ 13″ N, 110° 24′ 16″ O
- Silver Cord Cascade 44° 43′ 34″ N, 110° 27′ 06″ O  d' 44° 43′ 34″ N, 110° 27′ 06″ O

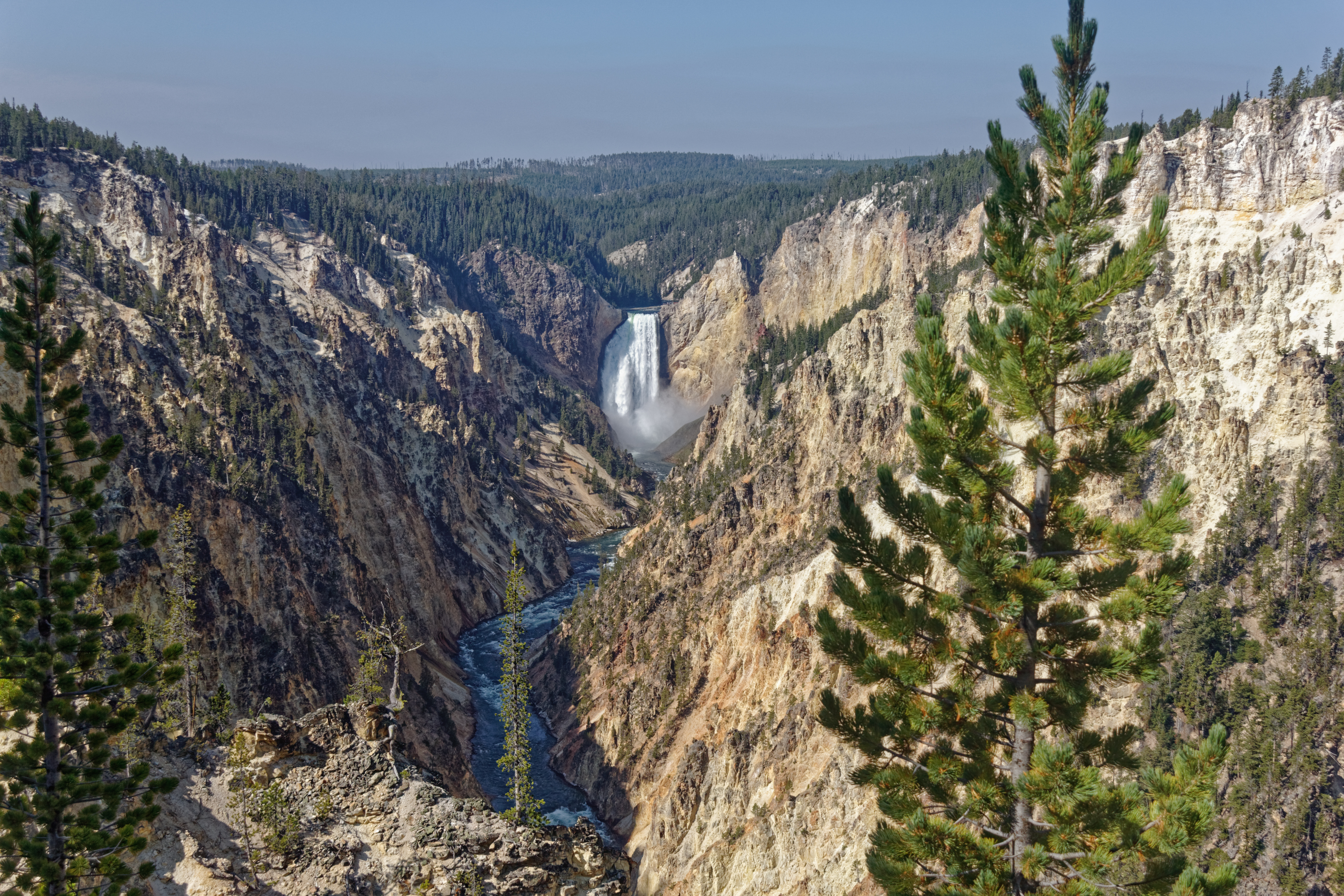
Vue du Grand Canyon de Yellowstone depuis Artist Point.
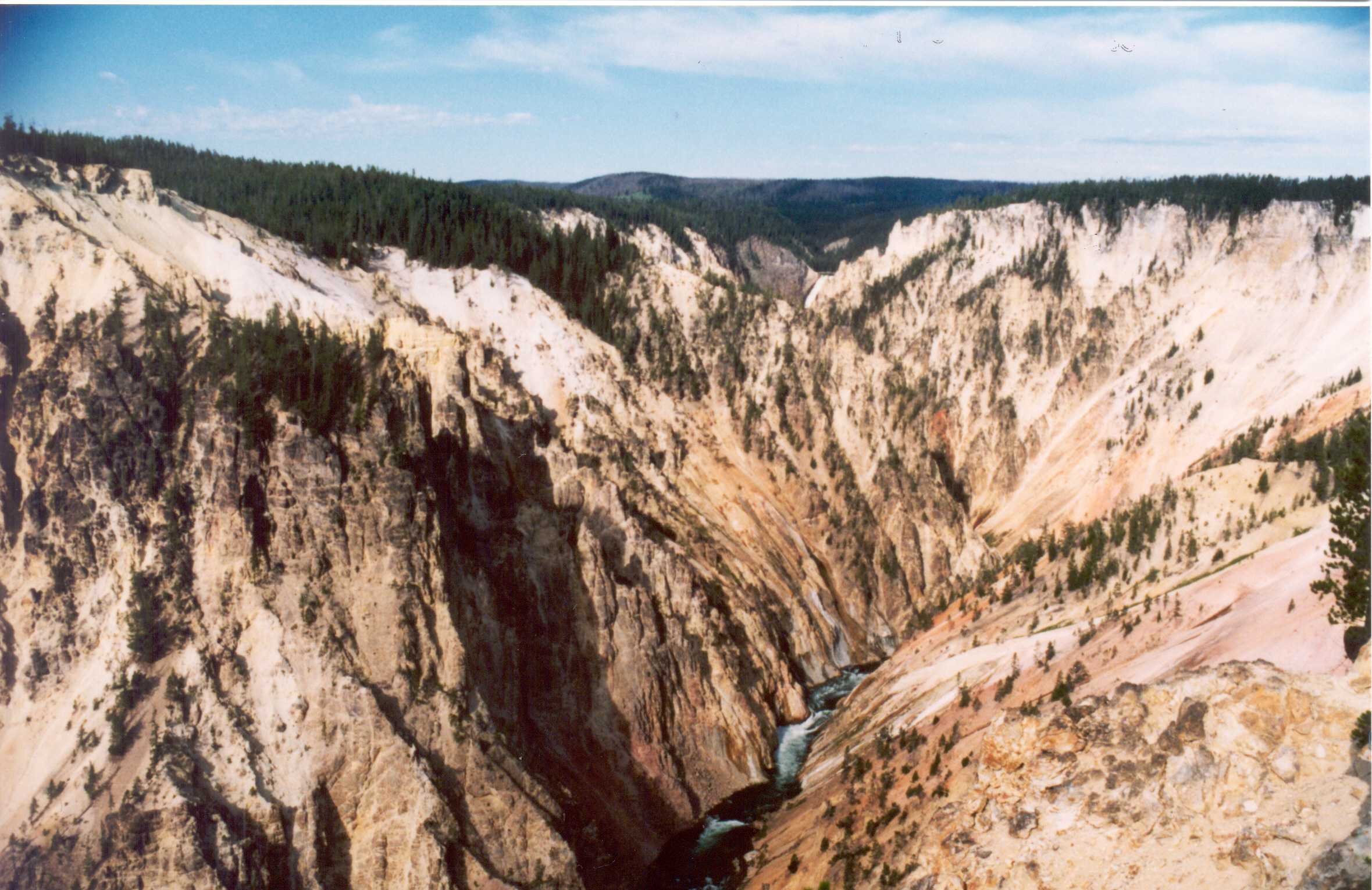
Vue du Grand Canyon de Yellowstone depuis Grandview Point.
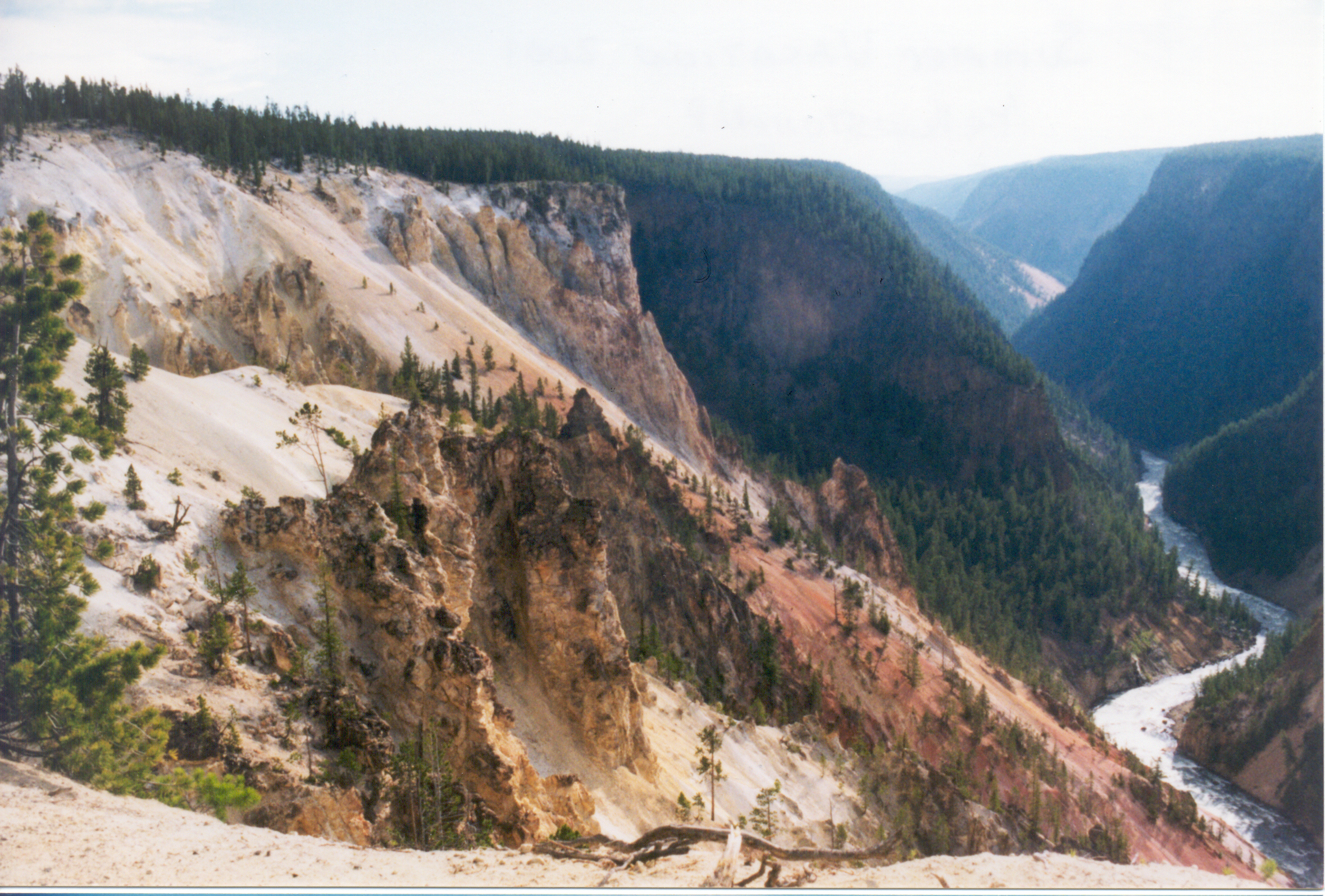
Vue du Grand Canyon de Yellowstone depuis Grandview Point.
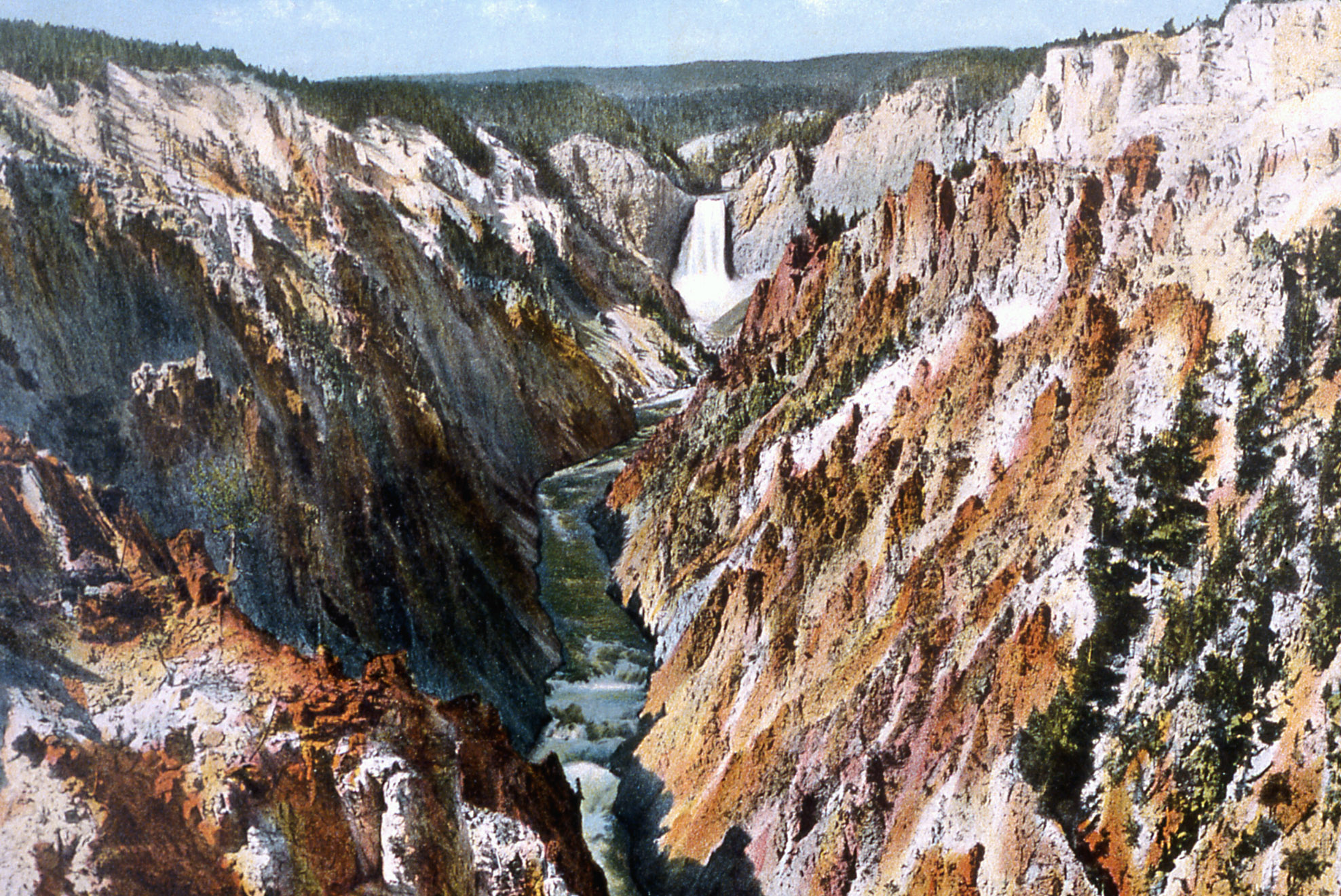
Carte postale représentant le Grand Canyon de Yellowstone vu depuis Artist Point.
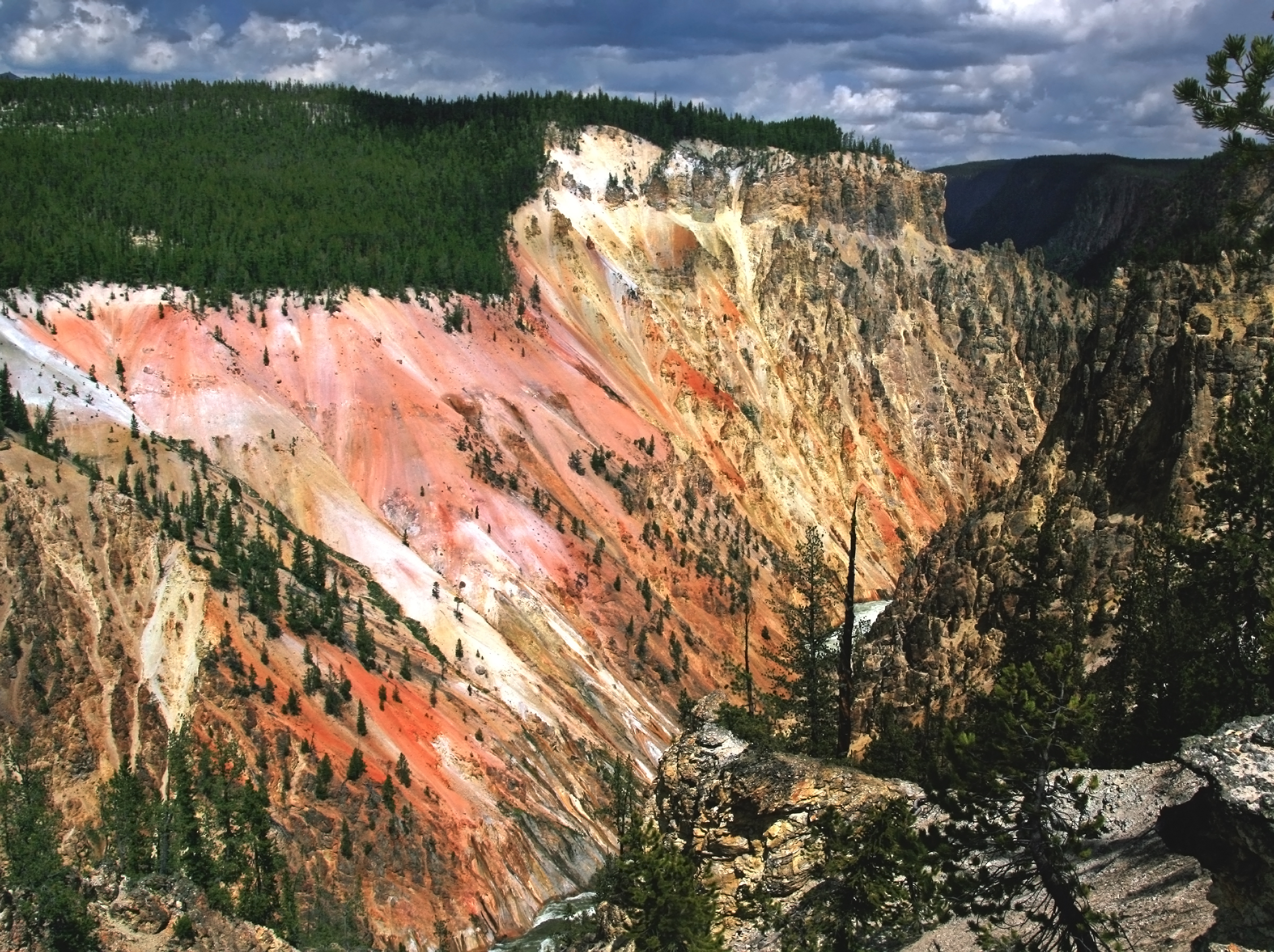
Vue du Grand Canyon de Yellowstone mettant en exergue les couleurs des falaises.
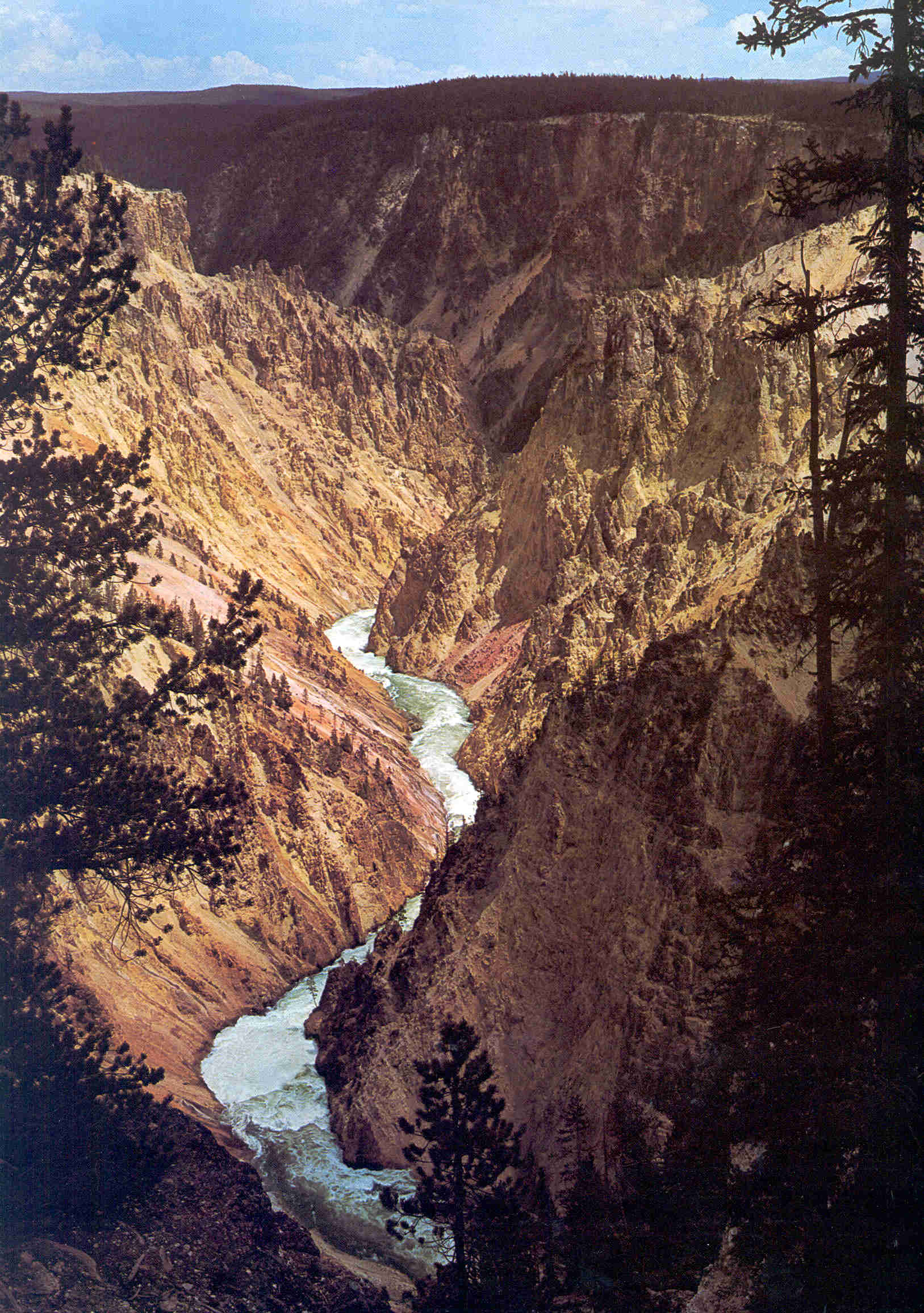
Vue du Grand Canyon de Yellowstone.